# هربرت فون كوهلبرغ
هربرت فون كوهلبرغ (مواليد 22 نوفمبر 1893) هو سبّاح لاتفي، مثّل بلاده في الألعاب الأولمبية الصيفية 1912.

## روابط خارجية
هربرت فون كوهلبرغ على موقع أوليمبيديا (الإنجليزية)
- هربرت فون كوهلبرغعلى موقع اللجنة الأولمبية اللاتفية (مؤرشف) (اللاتفية)